# Mariska Huisman
Mariska Huisman, née le 23 novembre 1983 à Andijk, est une patineuse de vitesse néerlandaise.

## Palmarès
- Coupe du monde
  - Vainqueur du classement de la mass-start en 2012.